# Anant Pai
Anant Pai (17 de septiembre de 1929 - 24 de febrero de 2011), conocido popularmente como Uncle Pai, fue un educador indio y pionero en los cómics en India. Es famoso principalmente por ser el creador de dos series de cómics: Amar Chitra Katha, donde se cuentan historias mitológicas y de folclore indio; y Tinkle, una antología para niños.

## Premios y reconocimientos
- Lifetime Achievement Award – at the First Indian Comic Convention, New Delhi on 19 Feb 2011 (six days before his death) was given by Pran, Creator of Chacha Chaudhury
- Karpoorchand Puraskar of Uttar Pradesh Bal Kalyan Sansthan (1994)
- Yudhvir Memorial Award in Hyderabad (1996)
- Maharashtra Rajya Hindi Sahitya Academy Award (1996)
- Dr. T. M. A. Pai Memorial Award in Manipal (1997)
- University of Bombay Department of Chemical Technology's Distinguished Alumnus Award (1999)
- Millennium Konkani Sammelan Award, Illinois, USA (2000)
- Raja Rammohan Roy Library Foundation's Award (2001)
- Priyadarshni Academy Award (2002)
- Vishwa Saraswat Sammaan (2003)